# Emesis vimena
Emesis vimena is een vlindersoort uit de familie van de prachtvlinders (Riodinidae), onderfamilie Riodininae.
Emesis vimena werd in 1928 beschreven door Schaus.